# Lubek
Lubek (pot. Libek) – wzniesienie na Mierzei Helskiej, w powiecie puckim. Najwyższa (12,5 m n.p.m.) wydma w pasie między Kuźnicą i Jastarnią. Nazwa Lubek pochodzi od statku Lübeck, który wszedłszy na mieliznę, rozbił się tutaj prawdopodobnie w pierwszej połowie XVII w.
Wydany w 1883 tom IV Słownika geograficznego Królestwa Polskiego i innych krajów słowiańskich wspomina historię rozbitego statku:
„Wieś [Kuźnica] należała do dóbr starosty puckiego. Lustracya tegoż starosty z r. 1678 donosi: Od r.1660 trzymał tę osadę Wojciech Byzewski jure emphiteutico do lat 30. Ale popełniwszy kryminał praedae z rozbitego okrętu lubeckiego i circumstancyi zabicia ludzi niewinnych w tym okręcie od nawalności salwowanych z zięciem swoim Matysem Walkowcem, zgodził się z panem Karolem Fondoren, plenipotentem pryncypałów przerzeczonego okrętu lubeckiego i residuitatem annorum emphiteuticorum puścił temu to Fondoren. Powinność posesora taka: brzegu morskiego pilnować, piwo pańskie i gorzałkę szynkować i czynszu za rok dawać fl.8”.
Równolegle od wydmy Lubek aż do Rewy ciągnie się przez Zatokę Pucką tzw. Rybitwia Mielizna.